# Demain, quand la guerre a commencé
Pour plus de détails, voir Fiche technique et Distribution.
Demain, quand la guerre a commencé (Tomorrow, When the War Began) est un film australien écrit et réalisé par Stuart Beattie sorti en 2010. C'est l'adaptation cinématographique du roman Apocalypse de John Marsden, premier tome de la série littéraire Tomorrow.

## Synopsis
Dans le nord de l’Australie, Ellie, une étudiante, part faire du camping avec sa meilleure amie Corrie, Kevin, le petit-ami de celle-ci, un ami d'enfance Homer et ses camarades de classe Lee, Robyn et Fi.
À leur retour, ils découvrent que leur pays est envahi par une armée étrangère. La bande d'amis décide alors de prendre les armes, et de se battre.

## Fiche technique
- Titre original : Tomorrow, When the War Began
- Titre français : Demain, quand la guerre a commencé
- Réalisation : Stuart Beattie
- Scénario : Stuart Beattie, d'après le roman Apocalypse de John Marsden
- Musique : Johnny Klimek et Reinhold Heil
- Photographie : Ben Nott
- Montage : Marcus D'Arcy
- Décors : Robert Webb
- Costumes : Terry Ryan
- Sociétés de production : Ambience Entertainment et Omnilab Media
- Pays d'origine :  Australie
- Genre : action, drame
- Durée : 103 minutes
- Distribution : Australie : Paramount Pictures
- Dates de sorties :

 Australie : 2 septembre 2010
 États-Unis : 4 novembre 2010 (American Film Market)
 États-Unis : 24 février 2012
 France : 19 novembre 2012 (DVD et Blu-ray)

## Distribution
- Caitlin Stasey (VF : Dorothée Pousséo) : Ellie Linton
- Rachel Hurd-Wood (VF : Ingrid Donnadieu) : Corrie McKenzie
- Lincoln Lewis (VF : Jim Redler) : Kevin Holmes
- Deniz Akdeniz : Homer Yannos
- Phoebe Tonkin : Fiona Maxwell
- Chris Pang (en) : Lee Takkam
- Ashleigh Cummings : Robyn Mathers
- Andy Ryan (en) : Chris Lang

 Source et légende : version française (VF) sur RS Doublage

## Personnages
- Ellie Linton : c'est l'héroïne du film. C'est elle qui nous raconte l'histoire. C'est une jeune étudiante, de bientôt 18 ans. Sa meilleure amie est Corrie. Et son meilleur ami est Homer. Elle aime beaucoup sa famille et son chien, et obtient toujours ce qu'elle veut. Elle a le béguin pour Lee.
- Corrie McKenzie : elle est la meilleure amie d'Ellie. C'est aussi la petite amie de Kevin. Dans les premières minutes du film, elle se vante d'avoir perdu sa virginité avec lui.
- Kevin Holmes : c'est le petit ami de Corrie. Il l'aime. Il est très arrogant et ne se laisse pas faire.
- Homer Yannos : c'est un ami d'enfance d'Ellie. Il aime beaucoup s'amuser et profite de la vie à fond. Il fait des choses sans se soucier des conséquences. Il est amoureux de Fiona, qu'il croit trop bien pour lui.
- Fiona Maxwell : c'est la fille que tout le monde dans la bande considère comme belle, riche et qui a tous les garçons à ses pieds. En réalité, hormis quelques préliminaires, elle n'a jamais eu ce genre d'expérience avec les garçons. Elle est aussi amoureuse d'Homer et vers la fin du film, elle dévoile à Ellie qu'ils sont en couple.
- Lee Takkam : ce jeune Asiatique est celui qui trouve souvent la solution aux problèmes. Il est très doux et affectueux. Il est amoureux, depuis plusieurs années, d'Ellie. Sa famille et lui tiennent un restaurant.
- Robyn Mathers : fille de pasteur, elle est profondément croyante et pieuse, voyant dans chaque événement une action de Dieu. C'est la fille à qui tout le monde peut faire confiance.
- Chris Lang : c'est un jeune homme qui habite dans la même ville que les sept amis. Ils vont le retrouver et par la suite, il les aidera.